# Sgurgola
Sgurgola és un comune (municipi) de la província de Frosinone, a la regió italiana del Laci, situat a uns 60 km al sud-est de Roma i a uns 15 km a l'oest de Frosinone.
Sgurgola limita amb els municipis d'Anagni, Ferentino, Gorga i Morolo.
A 1 de gener de 2019 tenia 2.597 habitants.